# وزارة الدفاع (أوزبكستان)
وزارة الدفاع الأوزبكية (بالأوزبكية: O‘zbekiston Mudofaa vazirligi)‏‎، هي الوزارة المسؤولة عن شؤون الدفاع والقوات المسلحة في جمهورية أوزبكستان.

## التاريخ
تأسست الوزارة بعد إستقلال أوزبكستان، حيث أسست بموجب مرسوم صادر عن رئيس جمهورية أوزبكستان في 3 يوليو 1992.

## الهيكل التنظيمي

### القيادة
جمهورية أوزبكستان هو القائد الأعلى للقوات المسلحة، وزير الدفاع هو القائد العام، رێيس هيئة الأركان العامة هو أعلى ضابط عسكري في القوات المسلحة، وهو المسؤول عن الحفاظ على القيادة العملياتية للجيش والسيطرة على ثلاثة أفرع (القرات البرية والجوية والبحرية).

### الهيكل التنظيمي
تمت الموافقة على لوائح وهيكل وزارة الدفاع بمرسوم صادر عن رئيس جمهورية أوزبكستان بتاريخ 29 سبتمبر 2000.

#### المناطق العسكرية
تشرف الوزارة على خمسة مناطق عسكرية.
| المنطقة                                  | المقر  |
| ---------------------------------------- | ------ |
| المنطقة العسكرية الشمالية الغربية        | نكوص   |
| المنطقة العسكرية الجنوبية الغربية الخاصة | كارشي  |
| المنطقة المركزية العسكرية                | جيزك   |
| المنطقة العسكرية الشرقية                 | فرغانة |
| منطقة طشقند العسكرية                     | طشقند  |

## الوزراء
| الوزير             | تولي المنصب    | ترك المنصب     |
| ------------------ | -------------- | -------------- |
| رستم أحمدوف        | 6 سبتمبر 1991  | 29 سبتمبر 1997 |
| حكمة الله تورسونوف | 29 سبتمبر 1997 | 20 فبراير 2000 |
| يوري أغزاموف       | 20 فبراير 2000 | 30 سبتمبر 2000 |
| قدير جولياموف      | 30 سبتمبر 2000 | 18 نوفمبر 2005 |
| رسلان ميرزايف      | 18 نوفمبر 2005 | 17 سبتمبر 2008 |
| كابول بيردييف      | 17 سبتمبر 2008 | 4 سبتمبر 2017  |
| عبد السلام عزيزوف  | 4 سبتمبر 2017  | 11 فبراير 2019 |
| باخوديير قربانوف   | 11 فبراير 2019 | الآن           |